# Африканер, Йонкер

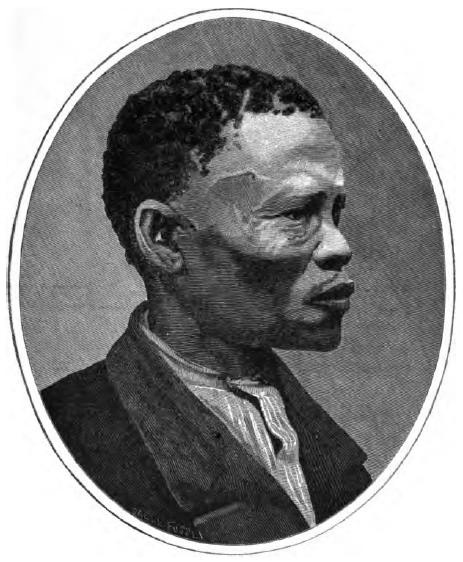
Йонкер Африканер

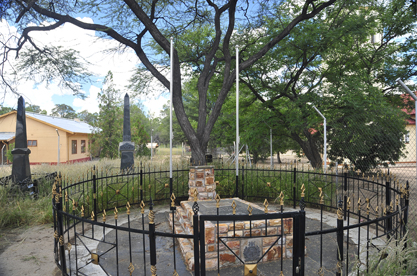
Могила Йонкера Африканера в Окахандже

Йонкер Африканер (африк. Jonker Afrikaaner; 1785, Тульбах, Западно-Капская провинция — 1861, Окаханджа, Очосондьюпа) — Верховный вождь одного из племён народа нама (с 1823), установивший свою власть над значительной частью будущей Намибии.
Родился в Капской колонии в семье вождя племени орлам Ягера Африканера, наследовал ему как четвёртый вождь (Kaptein — «капитан»). Вскоре со своими тремя братьями и 300 последователями покинул отчее поселение. Со своим войском из вооружённых всадников (он впервые в Южной Африке создал кавалерию как род войск) подчинил себе племена гереро и дамара, вторгшись на территорию нынешней Намибии.
К 1840 году власть Йонкера Африканера распространилась на всю южную часть современной Намибии. Затем мигрировал в центр Намибии, где основал в 1840 году свою ставку на месте современной столицы Намибии Виндхук. Был искусным дипломатом, активным распространителем христианства среди покорённых племён, создавал сильную централизованную власть теократического типа.
Автор дневниковых записей на нидерландском языке, которые исследователи считают ярким образцом антиколониальной публицистики. Изданы в Кейптауне в 1929 году. После его смерти созданный им племенной союз (некоторые историки называют его «империей») распался.